# Cervinae
De echte herten (Cervinae) zijn een onderfamilie uit de familie van de hertachtigen. De wetenschappelijke naam werd in 1820 gepubliceerd door Georg August Goldfuss.

## Indeling
De onderfamilie wordt als volgt ingedeeld:
- Onderfamilie echte herten (Cervinae Goldfuss, 1820)
  - Geslachtengroep Cervini
    - Geslacht Axisherten (Axis C.H. Smith, 1827)
      - Axishert (Axis axis Erxleben, 1777)
      - Zwijnshert (Axis porcinus Zimmermann, 1780)
      - Baweanhert (Axis kuhlii Müller, 1840)
      - Calamianenhert (Axis calamianensis Heude, 1888)

    - Geslacht Damherten (Dama Linnaeus, 1758)
      - Damhert (Dama dama Linnaeus, 1758)
      - Mesopotamisch damhert (Dama mesopotamica Brooke, 1875)

    - Geslacht Elaphurus Milne-Edwards, 1866
      - Paterdavidshert (Elaphurus davidianus Milne-Edwards, 1866)

    - Geslacht Takherten (Rucervus Hodgson, 1838)
      - Lierhert (Rucervus eldii M'Clelland, 1842)
      - † Schomburgk-hert (Rucervus schomburgki Blyth, 1863)
      - Barasinghahert (Rucervus duvaucelii Cuvier, 1823

    - Geslacht Sambars of Paardherten (Rusa Kerr, 1792)
      - Sambar (Rusa unicolor Kerr, 1792)
      - Prinsalfredhert (Rusa alfredi Sclater, 1870)
      - Filipijnse sambar (Rusa marianna Desmarest, 1822)
      - Javaans hert (Rusa timorensis De Blainville, 1822)

    - Geslacht Edelherten (Cervus Linnaeus, 1758)
      - Witliphert (Cervus albirostris Przewalski, 1883)
      - Wapiti (Cervus canadensis Erxleben, 1777)
      - Edelhert (Cervus elaphus Linnaeus, 1758)
      - Cervus hanglu (Wagner, 1844)
      - Sikahert (Cervus nippon (Temminck, 1838)

  - Geslachtengroep Muntiacini (Muntjakherten)
    - Geslacht: Muntiacus
      - Muntiacus atherodes (Gele muntjak van Borneo)
      - Muntiacus aureus
      - Muntiacus crinifrons (Zwarte muntjak)
      - Muntiacus feae (Tibetaanse muntjak)
      - Muntiacus gongshanensis (Gongshanmuntjak)
      - Muntiacus malabaricus
      - Muntiacus muntjak (Zuidelijke rode muntjak)
      - Muntiacus puhoatensis
      - Muntiacus putaoensis
      - Muntiacus reevesi (Chinese muntjak)
      - Muntiacus rooseveltorum (Yunnanmuntjak)
      - Muntiacus truongsonensis
      - Muntiacus vaginalis (Noordelijke rode muntjak)
      - Muntiacus vuquangensis (Reuzenmuntjak)

    - Geslacht Elaphodus
      - Elaphodus cephalophus (Kuifhert)